# Родан, Менди
Менди Родан (ивр. מנדי רודן‎, настоящая фамилия Розенблюм; 17 апреля 1929, Яссы — 9 мая 2009, Иерусалим) — румынско-израильский дирижёр.

## Биография
В детстве не получил систематического музыкального образования, а после гибели отца во время Ясского еврейского погрома 1941 года вынужден был учиться более практическим занятиям и собирался стать инженером. Однако музыкальные способности взяли своё, и в 16 лет Розенблюм был принят скрипачом в оркестр Румынского радио. В дальнейшем он изучал скрипку и дирижирование в Бухарестской академии музыки у Константина Сильвестри и в 1953 году стал главным дирижёром того же оркестра[уточнить].
В 1961 году Розенблюм эмигрировал в Израиль и принял новое имя. Он сразу получил признание на новой родине и в 1963—1972 гг. возглавлял Иерусалимский симфонический оркестр. В этот же период он основал Иерусалимский камерный оркестр. В дальнейшем Родан руководил оркестром «Израильская симфониетта» (1977—1991) и камерным оркестром учебного корпуса Вооружённых сил Израиля (1985—1989), а также был главным дирижёром Бельгийского национального оркестра (1983—1989). В 1997 году был удостоен от Министерства культуры и образования Израиля звания «Музыкант года» имени Франка Пеллега. В 2006 году награждён Премией Израиля в области музыки.
Родан также возглавлял Иерусалимскую академию музыки и танца (1984—1993), где среди его студентов был, в частности, Йерухам Шаровский; преподавал в Истменовской школе музыки в США (1999—2002) и в Парижской консерватории.